# Aiscondel
Aiscondel S.A. (actualment Aiscondel Laminados, S.A.) és una empresa dedicada a la transformació de matèries plàstiques, ubicada actualment en una nau de 50.000 m² a Cerdanyola del Vallès i fundada el 1943 a Barcelona. Està especialitzada en la fabricació de productes plàstics adreçats a mercats de consum com la papereria o la decoració. És la propietària de la marca Aironfix. Actualment forma part del grup empresarial Grupo Aragonesas.
L'empresa va ser fundada pel grup financer Pujol-Usandizaga. Anys més tard, el 1950, va crear una societat filial, Etino-Química SA, aliant-se amb Hidro Nitro Española SA. El 1956 l'empresa nord-americana Monsanto va adquirir part de les accions de l'empresa, fet que va col·laborar a la creació d'una nova planta de transformació del poliestirè a Montsó, a l'Aragó. Posteriorment aquesta planta esdevindria una societat independent, Monsanto Ibérica SA, que anys més tard, el 1974, tornaria a ser absorbida per la mateixa Aiscondel.
Durant l'any 1970 es va inaugurar una nova planta productiva a Vila-seca de Solcina. El 1980 va sofrir una suspensió de pagaments arran d'una forta crisi econòmica del sector. Aquest fet va provocar la compra de la majoria d'accions per part d'un grup bancari que ja era propietari d'un percentatge de l'empresa.
Durant els anys noranta del segle xx va esdevenir una de les empreses de referència en el sector del plàstic de tot Espanya, amb una facturació de més de 14 mil milions de pessetes l'any 1993 i 462 empleats.